# República Autónoma Socialista Soviética de Chuvasia
La República Autónoma Socialista Soviética de Chuvasia (en ruso: Чувашская Автономная Советская Социалистическая Республика; Chuvashskaya Avtonomnaya Sovietskaya Sotsialisticheskaya, en chuvasio: Чăваш Автономиллĕ Социализмлă Совет Республики, romanizado: Chăvash Avtonomillaĕ Sotsializlă Soviet Respubliki), fue una república autónoma de la antigua Unión Soviética dentro de la República Socialista Federativa Soviética de Rusia. Su capital era la ciudad de Cheboksary.

## Geografía
La república cubría aproximadamente 18 000 km² a lo largo del margen oriental del río Volga, una sextena de kilómetros al oeste del río Kama, a unos 700 km al este de Moscú.

## Historia
La RASS de Chuvasia se creó en 1925. Se declaró soberana al seno de la Unión Soviética en 1990. 

## Economía
Los principales actividades económicas eran la agricultura, la producción de cereales y de frutas y el aprovechamiento forestal. 